# Злидень Юрій Федорович
Юрій Федорович Зли́день (нар. 15 травня 1925, Зачепилівка — пом. 26 квітня 2001, Київ) — український живописець; член Спілки радянських художників України з 1961 року. Син письменника Федора Злидня, чоловік мистецтвознавця Маргарити Ілляшенко.

## Біографія
Народився 15 травня 1925 року в селі Зачепилівці (нині селище міського типу Красноградського району Харківської області, Україна). Брав у часть у німецько-радянській війні. Нагороджений орденом Вітчизняної війни І ступеня (6 квітня 1985). 
Упродовж 1946—1951 років навчався у Дніпропетровському художньому училищі. Його викладачами були зокрема Тамара Дроздова, Микола Погрібняк, Наталія Глухеннька. Дипломна робота — картина «На посадці лісозахисної смуги» (керівник Михайло Панін).
Протягом 1952—1966 років жив у місті Жданові (нині Маріуполь), потім у Києві, де мешкав у будинку на вулиці Чкалова, № 86, квартира № 10 та в будинку на провулку Бастіонному, № 9, квартира № 82. Помер у Києві 26 квітня 2001 року. 

## Творчість
Працював в галузі станкового живопису, переважно в жанрі пейзажу. Основні твори:
- «Ранок на Дніпрі» (1951);
- «“Азовсталь” узимку» (1951);
- «Вид на “Азовсталь”» (1952);
- «Весняний етюд» (1957);
- «Балтійське море» (1958);
- «Літній день в Жданові» (1958; Маріупольський краєзнавчий музей);
- «Ранок. Зміна» (1959);
- «Ранок на судноверфі» (1960);
- «Ранок у Суботові» (1960, полотно, олія);
- «Село Шевченкове» (1961);
- «Вечір у Седневі» (1963);
- «Яхти» (1963, темпера);
- «Лани Донеччини» (1965);
- «Над Дніпром» (1968);
- «Блакитна тиша» (1969);
- «Осіннє тепло» (1970);
- «Зимові чари» (1971);
- «Над сивим Славутичем» (1971);
- «Вечір на Азові» (1972);
- «Над Дніпром» (1973—1974);
- «Дніпрові кручі» (1974);
- «Весняний Печерськ» (1974);
- «Пам'ятник Лесі Українці у Києві» (1975);
- «В ім'я життя» (1975);
- «Світанок» (1976);
- «Озеро Лахтинське» (1977);
- «Над Північною Двіною» (1978);
- «Осінь у Рибачому» (1979, полотно, олія);
- «Азовський вечір» (1980);
- «Жуків острів» (1981);
- «Золотий ранок» (1982);
- «Іній» (1983);
- «Солов'їна ніч» (1983);
- «Вечір у Дибинцях» (1983);
- «Весна в Ходорові» (1984);
- «Осінь у Ботанічному» (1984);
- «І знову весна» (1985);
- «Зима. Площа слави» (1985).

Брав участь в обласних, республіканських виставках з 1951 року. Персональні виставки відбулися у Жданові у 1958 році, Києві у 1985 році, Ржищеві у 1988 році. 
Роботи зберігаються у Художньому музеї імені Архипа Куїнджі у Маріуполі, Маріупольському і Тернопільському краєзнавчих музеях, Очаківському, Запорізькому, Донецькому художніх музеях, Національному історико-етнографічному заповіднику «Переяслав».